# Fernando Assis Pacheco
Fernando Assis Pacheco, eigentlich Fernando Santiago Mendes de Assis Pacheco (* 1. Februar 1937 in Coimbra, Portugal; † 30. November 1995 in Lissabon, Portugal) war ein portugiesischer Schriftsteller, Journalist, Übersetzer, Drehbuchautor, Film- und Fernsehschauspieler.

## Leben und Wirken
Fernando Assis Pacheco wurde in Coimbra geboren und wuchs in seiner Heimatstadt auf, wo er auch an der dortigen Universität Germanistik studierte. 1961 wurde er zum Wehrdienst eingezogen und war im Kolonialkrieg im Einsatz, was ihn 1965 nach Angola brachte. Diese Zeit prägte sein Werk stark, vor allem seine Lyrik. Als Autor erschien 1963 sein erstes Buch "Cuidar dos Vivos".
Nach seiner Zeit beim Militär begann seine künstlerische Laufbahn beim Theater, wo er als Schauspieler tätig war. Es folgte eine Karriere als Journalist bei diversen Zeitungen und Magazinen, so beim Diario de Lisboa, Republica, Jornal de Letras, Artes e Ideas, Musicalíssimo, Se7e, O Jornal und war Mitarbeiter bei RTP. In dieser Zeit führte er wichtige Interviews mit großen Gestalten portugiesischer Prominenz, so mit Amália Rodrigues, Carlos Paredes, Mario Soares, Herman Jose und anderen. Der Schriftsteller Jorge Amado äußerte sich zu seinem Werk.
Er spielte in den Spielfilmen "Cartas da Mesa" (1975) und "Barbara" (1980) als Schauspieler mit. In rund acht Serien hatte er Gastauftritte oder Nebenrollen. Auch zeichnete er sich für vier Drehbücher für Filme verantwortlich.
Pablo Neruda und Gabriel Garcia Marquez wurden von ihm ins Portugiesische übersetzt.
Assis Pacheco war verheiratet und Vater von sechs Kindern. In Seixal und Lissabon sind Straßen nach ihm benannt. Er liebte das Leben und die Bücher. Fernando Assis Pacheco starb am 30. November 1995 in Lissabon im Alter von 58 Jahren am Sekundentod, als er auf der Türschwelle der Buchhandlung Livraria Buchholz stand, mit einer vollen Tasche Bücher in der Hand.

## Werk (Auswahl)
- Um Resumo, Lyrik, 1972.
- Walt, Roman, 1978.
- Memórias do Contencioso e Outros Poemas, Lyrik, 1980.
- Variações em Sousa, Lyrik, 1987.
- A Musa Irregular, Lyrik.1991.
- Trabalhos e Paixões de Benito Prada, Roman.1993
- Retratos Falados, Interviewbuch. 2001 (posthum).
- Respiração Assistida, Lyrik. , 2003, (posthum).